# Giro dell'Emilia 2022
Il Giro dell'Emilia 2022, centocinquesima edizione della corsa, valevole come quarantaquattresima prova dell'UCI ProSeries 2022 categoria 1.Pro e come quattordicesima prova della Ciclismo Cup 2022, si è svolto il 1º ottobre 2022 su un percorso di 198,7 km, con partenza da Carpi e arrivo a San Luca, in Italia. La vittoria fu appannaggio dello spagnolo Enric Mas, che completò il percorso in 4h55'31", alla media di 39,654 km/h, precedendo lo sloveno Tadej Pogačar e l'italiano Domenico Pozzovivo.
Sul traguardo del San Luca 86 ciclisti, su 162 partiti da Casalecchio di Reno, portarono a termine la competizione.

## Squadre e corridori partecipanti
| N.      | Cod. | Squadra                  |
| ------- | ---- | ------------------------ |
| 1-7     | BCF  | Bardiani-CSF-Faizanè     |
| 11-17   | ACT  | AG2R Citroën Team        |
| 21-27   | AST  | Astana Qazaqstan Team    |
| 31-37   | BOH  | Bora-Hansgrohe           |
| 41-47   | COF  | Cofidis                  |
| 51-57   | EFE  | EF Education-EasyPost    |
| 61-67   | GFC  | Groupama-FDJ             |
| 71-77   | IGD  | Ineos Grenadiers         |
| 81-87   | IWG  | Intermarché-Wanty-Gobert |
| 91-97   | ISN  | Israel-Premier Tech      |
| 101-107 | TJV  | Jumbo-Visma              |
| 111-117 | LTS  | Lotto Soudal             |
| 121-127 | MOV  | Movistar Team            |

| N.      | Cod. | Squadra                     |
| ------- | ---- | --------------------------- |
| 131-137 | QST  | Quick-Step Alpha Vinyl Team |
| 141-147 | BEX  | Team BikeExchange-Jayco     |
| 151-157 | TFS  | Trek-Segafredo              |
| 161-167 | UAD  | UAE Team Emirates           |
| 171-177 | ADC  | Alpecin-Deceuninck          |
| 181-187 | BWB  | Bingoal Pauwels Sauces WB   |
| 191-197 | CJR  | Caja Rural-Seguros RGA      |
| 201-207 | DRA  | Drone Hopper-Androni G.     |
| 211-217 | EOK  | Eolo-Kometa Cycling Team    |
| 221-227 | EKP  | Equipo Kern Pharma          |
| 231-237 | ARK  | Team Arkéa-Samsic           |
| 241-247 | TEN  | TotalEnergies               |

## Ordine d'arrivo (Top 10)
| Pos. | Corridore          | Squadra     | Tempo    |
| ---- | ------------------ | ----------- | -------- |
| 1    | Enric Mas          | Movistar    | 4h55'31" |
| 2    | Tadej Pogačar      | UAE         | a 14"    |
| 3    | Domenico Pozzovivo | Intermarche | a 26"    |
| 4    | Alejandro Valverde | Movistar    | a 31"    |
| 5    | Rigoberto Urán     | EF          | a 37"    |
| 6    | Lorenzo Fortunato  | Eolo        | a 46"    |
| 7    | Rubén Fernández    | Cofidis     | a 53"    |
| 8    | Rudy Molard        | Groupama    | a 1'12"  |
| 9    | Davide Formolo     | UAE         | a 1'13"  |
| 10   | Michael Storer     | Groupama    | a 1'36"  |